# Mikoyan-Gurevich MiG-17
Mikoyan-Gurevich MiG-17 (tiếng Nga: Микоян и Гуревич МиГ-17; Tên ký hiệu của NATO: Fresco) là một máy bay tiêm kích phản lực cận âm sản xuất bởi Liên Xô, được đưa vào sử dụng từ năm 1952.

## Thiết kế và phát triển
Thiết kế MiG-17 nói chung dựa trên loại máy bay chiến đấu MiG-15 đã thành công trước đó của Mikoyan và Gurevich. Điểm mới là ứng dụng cánh cụp xuôi phía sau với hình dạng: 45° độ gần thân chính, và 42° so với phần bên ngoài của cánh. Nó cũng dùng động cơ Klimov VK-1 và những phần khác hoàn toàn giống như MiG-15. Nhìn chung, MiG-17 giống như một phiên bản nâng cấp của MiG-15 hơn là một loại máy bay mới.
Mẫu đầu tiên, ký hiệu SI cất cánh lần đầu tiên ngày 14 tháng 1 năm 1950 do phi công Ivan Ivashchenko điều khiển. Nguyên mẫu thứ hai SP-2 là một máy bay đánh chặn, trang bị một radar. Dù mẫu SI đã lao xuống đất ngày 17 tháng 3 năm 1950, những cuộc thử nghiệm với các mẫu khác như SI-2 và một loạt máy bay thực nghiệm SI-02 và SI-01, năm 1951, nói chung là thành công và vào ngày 1 tháng 9 năm 1951 loại máy bay này được chấp nhận đưa vào sản xuất. Theo ước tính với động cơ tương tự như của MiG-15, tốc độ tối đa của MiG-17 cao hơn 40–50 km/h, và tính năng cơ động tốt hơn ở độ cao lớn.
Sản xuất hàng loạt bắt đầu diễn ra từ năm 1951. Trong khi sản xuất, máy bay được cải tiến và sửa đổi nhiều lần. MiG-17 căn bản có nhiệm vụ chiến đấu ban ngày, được trang bị 3 khẩu pháo, được coi là hiệu quả nhất trong hoạt động chống lại máy bay địch. Nó cũng có thể được dùng làm máy bay chiến đấu-ném bom, nhưng trọng lượng bom bị coi là nhỏ so với những loại máy bay chiến đấu khác cùng thời kỳ, và nó thường mang theo thùng dầu phụ thay cho bom nhằm tăng tầm hoạt động. 

MiG-17 bay biểu diễn

Ngay sau đó một số lượng MiG-17P hoạt động mọi thời tiết đã được chế tạo với trang bị radar Izumrud và những sửa đổi cửa nạp khí phía trước. Mùa xuân năm 1953 MiG-17F chiến đấu ban ngày bắt đầu được sản xuất. Được trang bị động cơ VK-1F với một bộ phận đốt nhiên liệu lần hai, nên tính năng của nó đã được cải thiện, nó trở thành biến thể được biết đến rộng rãi nhất của MiG-17. Biến thể được chế tạo hàng loạt tiếp theo có trạng bị bộ phận tái đốt nhiên liệu và radar là MiG-17PF. Năm 1956 một số chiếc (47) được chuyển đổi thành MiG-17PM (cũng được gọi là PFU) với 4 tên lửa không đối không thế hệ đầu tiên Kaliningrad K-5 (NATO: AA-1 'Alkali') đầu tiên. Một số lượng nhỏ máy bay MiG-17R trinh sát được chế tạo trang bị động cơ VK-1F (nó đã được thử nghiệm với động cơ VK-5F).
Tới năm 1958 vài ngàn chiếc MiG-17 đã được chế tạo tại Liên bang Xô viết.

## Chế tạo theo giấy phép
Năm 1955 Ba Lan nhận được giấy phép chế tạo MiG-17. Việc sản xuất MiG-17F diễn ra tại WSK-Mielec với tên hiệu là Lim-5. Chiếc Lim-5 hoàn thành ngày 28 tháng 11, 1956 và cho đến năm 1960 tổng cộng 477 chiếc đã được chế tạo. Một số chiếc được chế tạo ở kiểu biến thể trinh sát Lim-5R, với máy ảnh AFA-39. Từ 1959-1960, 129 chiếc MiG-17PF đánh chặn đã được sản xuất với tên hiệu Lim-5P. Sau đó, Ba Lan đã phát triển những chiếc máy bay tấn công dựa trên MiG-17: Lim-5M sản xuất từ 1960, Lim-6bis sản xuất từ 1963 và Lim-6M (đã được chuyển đổi trong thập kỷ 1970) và các biến thể trinh sát: Lim-6R (Lim-6bisR) và MR.
Tại Trung Quốc, chiếc MiG-17F đầu tiên được lắp ráp từ các bộ phận năm 1956, sau đó từ năm 1957 bắt đầu sản xuất theo giấy phép tại Shenyang. Phiên bản chế tạo của Trung Quốc được gọi là Shenyang J-5 (dùng trong nước) hay F-5 (cho xuất khẩu - không nên nhầm với loại F-5 Freedom Fighter). Theo một số nguồn tin, những chiếc MiG-17 ban đầu, do Liên Xô chuyển giao, được gọi là J-4. Từ năm 1964, các biến thể do Trung Quốc sản xuất với một radar, tương tự như MiG-17PF, được gọi là J-5A (F-5A). Người Trung Quốc cũng phát triển một phiên bản huấn luyện hai ghế ngồi JJ-5 (FT-5 cho xuất khẩu), cabin J-5 theo kiểu JJ-2 (sản xuất theo giấy phép MiG-15UTI). Nó đã được sản xuất trong giai đoạn 1966-1986, là biến thể cuối cùng và duy nhất có hai ghế ngồi của MiG-17 được sản xuất. Người Xô viết không sản xuất MiG-17 hai chỗ ngồi vì họ cho rằng biến thể huấn luyện của loại MiG-15 vẫn đáp ứng tốt yêu cầu.

## Lịch sử hoạt động
Mục đích thiết kế của MiG-17 cũng giống như những máy bay tiêm kích khác của Liên Xô thời đó, là bắn hạ những máy bay ném bom của Mỹ, tránh giao chiến dogfight (hỗn chiến). Máy bay tiêm kích dưới tốc độ âm thanh này (vận tốc tối đa là 0.93 Mach) được sử dụng có hiệu quả nhất trong đối đầu với các máy bay cường kích-ném bom nặng nề, bay chậm (0.6-0.8 Mach) của Mỹ, như những máy bay ném bom chiến lược trụ cột của Mỹ (như B-50 hay B-36 (cả hai loại máy bay này đều trang bị động cơ piston). Thậm chí khi mục tiêu đã có đủ thời gian cảnh báo trước và thả bớt trọng lượng nhằm tăng tốc độ để tẩu thoát, thì việc đó cũng là đủ để chúng phải từ bỏ nhiệm vụ ném bom của mình.
Theo thời gian, Không quân Hoa Kỳ đã đưa vào hoạt động những máy bay ném bom có tốc độ bay đạt mức siêu âm như B-58 Hustler và F-111 Aardvark. Đến cuối thập niên 1950, MiG-17 đã trở thành kiểu máy bay lỗi thời trong biên chế của Lực lượng phòng không Xô viết và được thay thế bởi những máy bay tiêm kích đánh chặn siêu âm như Sukhoi Su-7, MiG-21 và MiG-23.

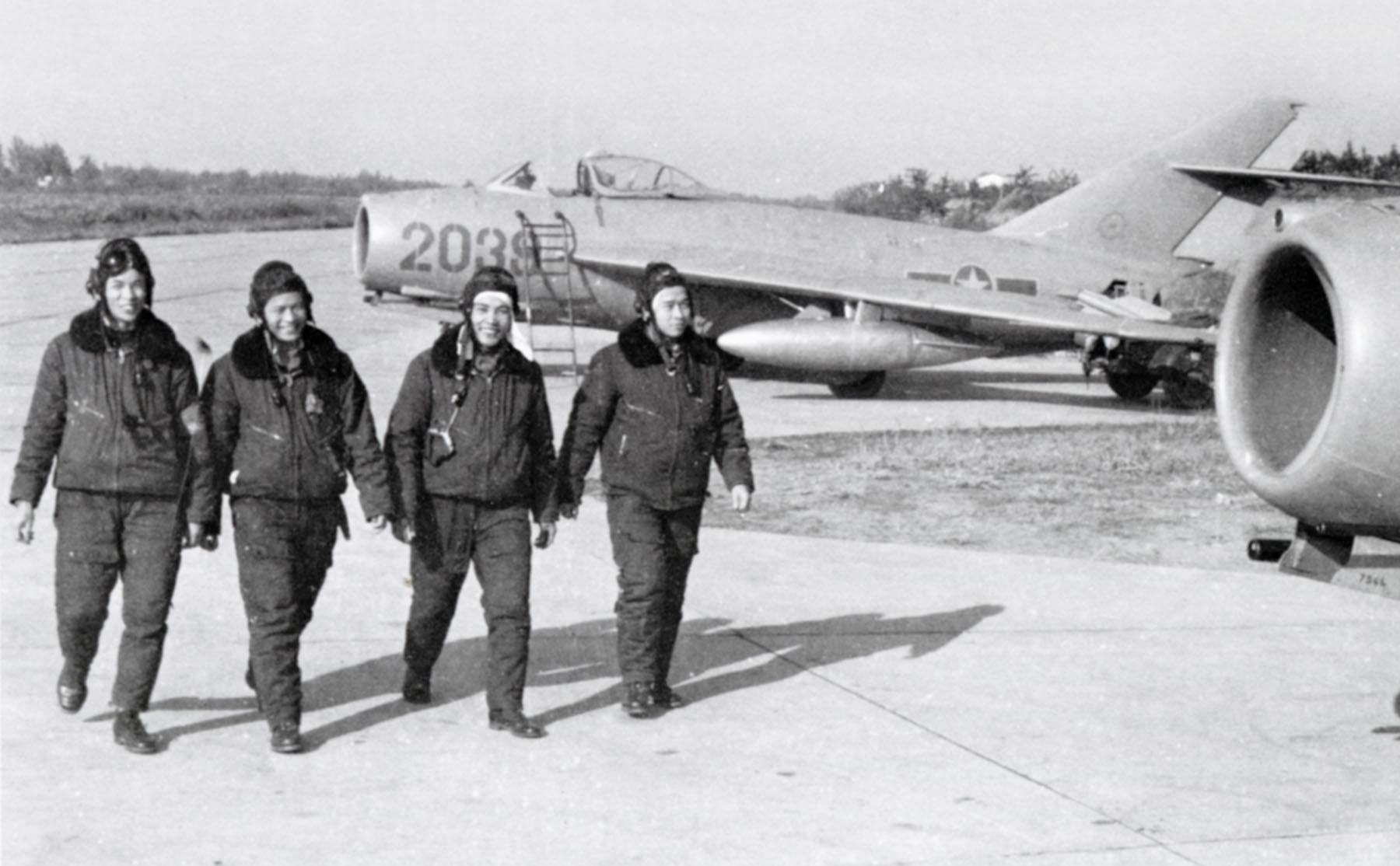
Phi công MiG-17 thuộc Trung đoàn tiêm kích 923 của Việt Nam: Lưu Huy Chao (hạ 6 máy bay Mỹ), Lê Hải (hạ 6 máy bay Mỹ), Mai Đức Tài (hạ 2 máy bay Mỹ) và Hoàng Văn Kỳ (hạ 4 máy bay Mỹ, hy sinh ngày 5/6/1967). Phi đội 4 người này đã hạ 1 chiếc F-4 Phantom vào 25/4/1967 và 1 chiếc F-105 vào ngày kế tiếp.

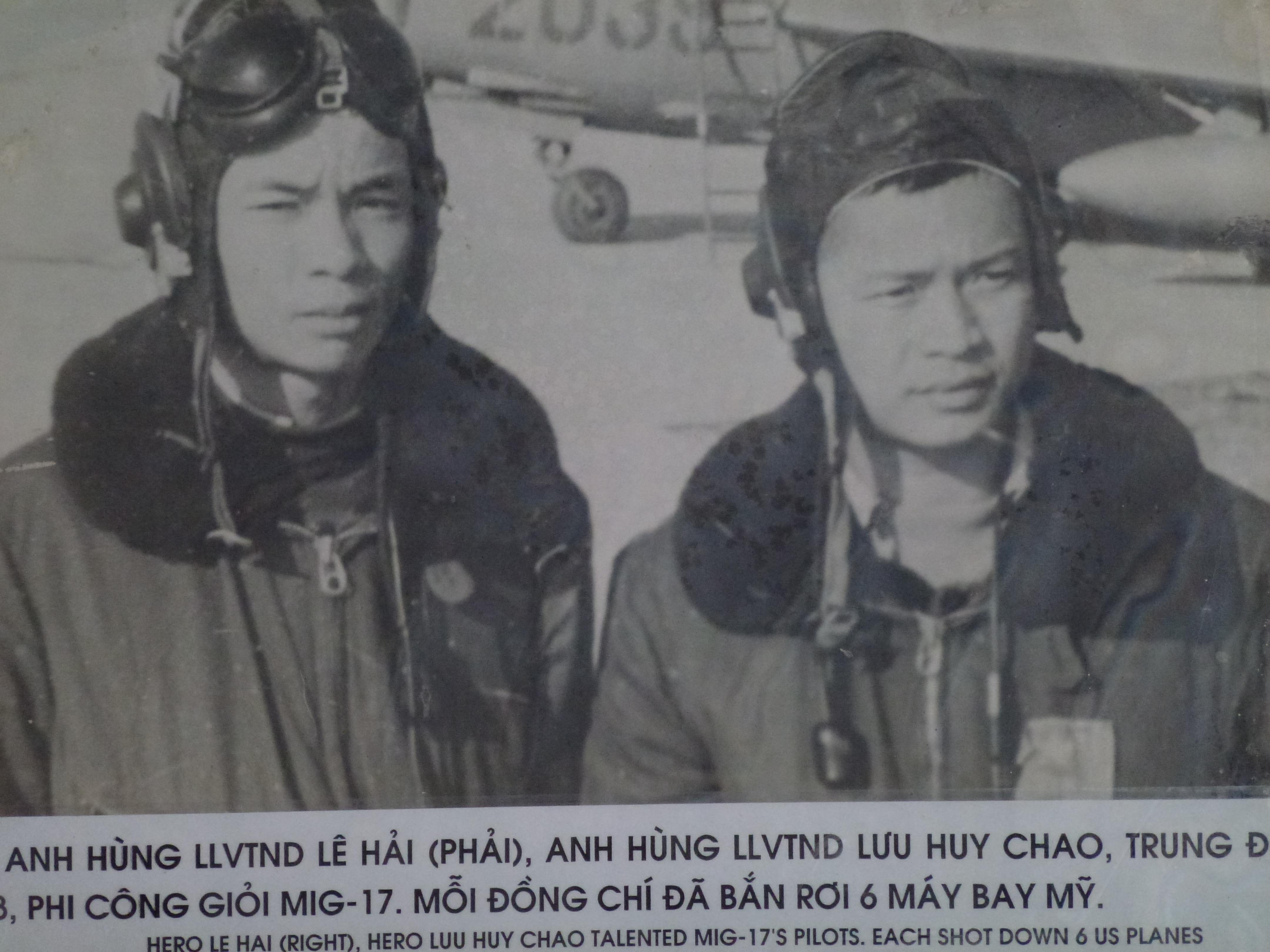
Lưu Huy Chao và Lê Hải, 2 phi công MiG-17 của Việt Nam, mỗi người đã bắn rơi 6 máy bay Mỹ.

Dù vậy, đã có hơn 20 quốc gia tiếp tục sử dụng MiG-17. MiG-17 đã trở thành một máy bay tiêm kích tiêu chuẩn trong không quân các nước thuộc khối Hiệp ước Warsaw vào cuối thập niên 1950 và đầu thập niên 1960. MiG-17 cũng được nhiều nước khác mua, chủ yếu tại châu Phi và châu Á, bao gồm những nước trung lập hay đồng minh với Liên Xô.
MiG-17 không được sử dụng trong Chiến tranh Triều Tiên, nhưng nó đã tham gia chiến đấu trong các cuộc chiến tại Eo biển Đài Loan giữa Cộng hòa Nhân dân Trung Hoa (Trung Quốc) và Trung Hoa Dân quốc (Đài Loan), khi những chiếc MiG-17 của Trung Quốc chạm trán với F-86 của Đài Loan vào năm 1958.
MiG-17 đã giành chiến thắng đầu tiên vào ngày 29 tháng 7 năm 1953. Oanh tạc cơ trinh sát RB-50G của Mỹ đã xâm phạm không phận của Cộng hòa xã hội chủ nghĩa Xô viết tự trị Kazakhstan. Hai chiếc máy bay tiêm kích MiG-17 đã cất cánh từ sân bay Nikolaevka để đánh chặn. Sau khi thấy MiG-17, phi cơ Mỹ đã khai hỏa súng máy Browning M2HB 12,7mm khiến một chiếc MiG-17 bị hư hại. Bị tấn công trước, các máy bay MiG-17 đã bắn hạ chiếc RB-50 bằng pháo 23mm. Trong số 17 phi công Mỹ, chỉ có một người sống sót và bị bắt giữ trên mặt đất.
Vào mùa hè năm 1954, Liên Xô đã chuyển giao cho Bulgaria một nhóm máy bay MiG-17PF để chống lại những máy bay Douglas A-26 Invader(có tên là B-26 từ năm 1948 đến năm 1965) của Mỹ gần như mỗi đêm đều xâm phạm không phận nước này. MiG-17 đã tuần tra trên bầu trời Bulgaria vào ban đêm. Trong 1 phi vụ tuần tra, phi công Anatoly Zhdanovich đã phát hiện 1 chiếc B26, đuổi kịp nó gần biên giới với Hy Lạp, khai hỏa và bắn hạ chiếc B-26.
MiG-17 cũng được Ai Cập, Syria sử dụng để chiến đấu chống lại Israel trong các cuộc Xung đột Ả Rập-Israel. Trong cuộc khủng hoảng Suez năm 1956, Không quân Ai Cập có 12 chiếc MiG-17F. Đối thủ chính là các máy bay chiến đấu MD-454 Mystere và MD-450 Ouragan của Không quân Israel. Các chiếc MiG-17 của Ai Cập đã giành được một số chiến thắng trên không mà không bị tổn thất. Trong trận không chiến trên sân bay Cabrit, ba chiếc MiG-17 đã bắn hạ ba chiếc Mystere của Israel. Tuy nhiên, trong các cuộc chiến tranh Sáu ngày năm 1967, kết quả của MiG-17 khá nghèo nàn do nhiều nguyên nhân: phi công Ả Rập có trình độ thấp hơn so với phi công Israel, chiến thuật của quân Ả Rập không hợp lý, và MiG-17 rõ ràng là đã lạc hậu so với các máy bay F-4 Phantom hiện đại nhất của Không quân Israel.
Ít nhất 24 chiếc MiG-17 đã phục vụ trong Không quân Nigeria và được một nhóm gồm các phi công của Nigeria, Đông Đức, Liên Xô, Nam Phi, Vương quốc Anh, Úc lái trong thời gian xảy ra Nội chiến Nigeria 1967-1970. 4 chiếc MiG-17 đã được Liên Xô cung cấp khẩn cấp cho Sri Lanka trong cuộc nổi dậy 1971, và chúng đã được sử dụng để ném bom và tấn công mặt đất trong cuộc xung đột.

### Chiến tranh Việt Nam(1954-1975)
MiG-17 đã trở thành máy bay tiêm kích đánh chặn chính trong Không quân Nhân dân Việt Nam vào năm 1965. Tuy đã rất lạc hậu vào thời điểm đó, song nhờ chiến thuật hợp lý, những chiếc MiG-17 đã tham chiến và giành những thắng lợi đáng kể trước các máy bay chiến đấu hiện đại của Hoa Kỳ trong Chiến tranh Việt Nam, khi chúng kết hợp chiến đấu cùng với các máy bay MiG-19 và MiG-21. Một số phi công Việt Nam thậm chí còn thích MiG-17 hơn MiG-19 và MiG-21 vì nó có khả năng bẻ ngoặt nhanh hơn hơn dù tốc độ bay thẳng không nhanh bằng MiG-19 và MiG-21.

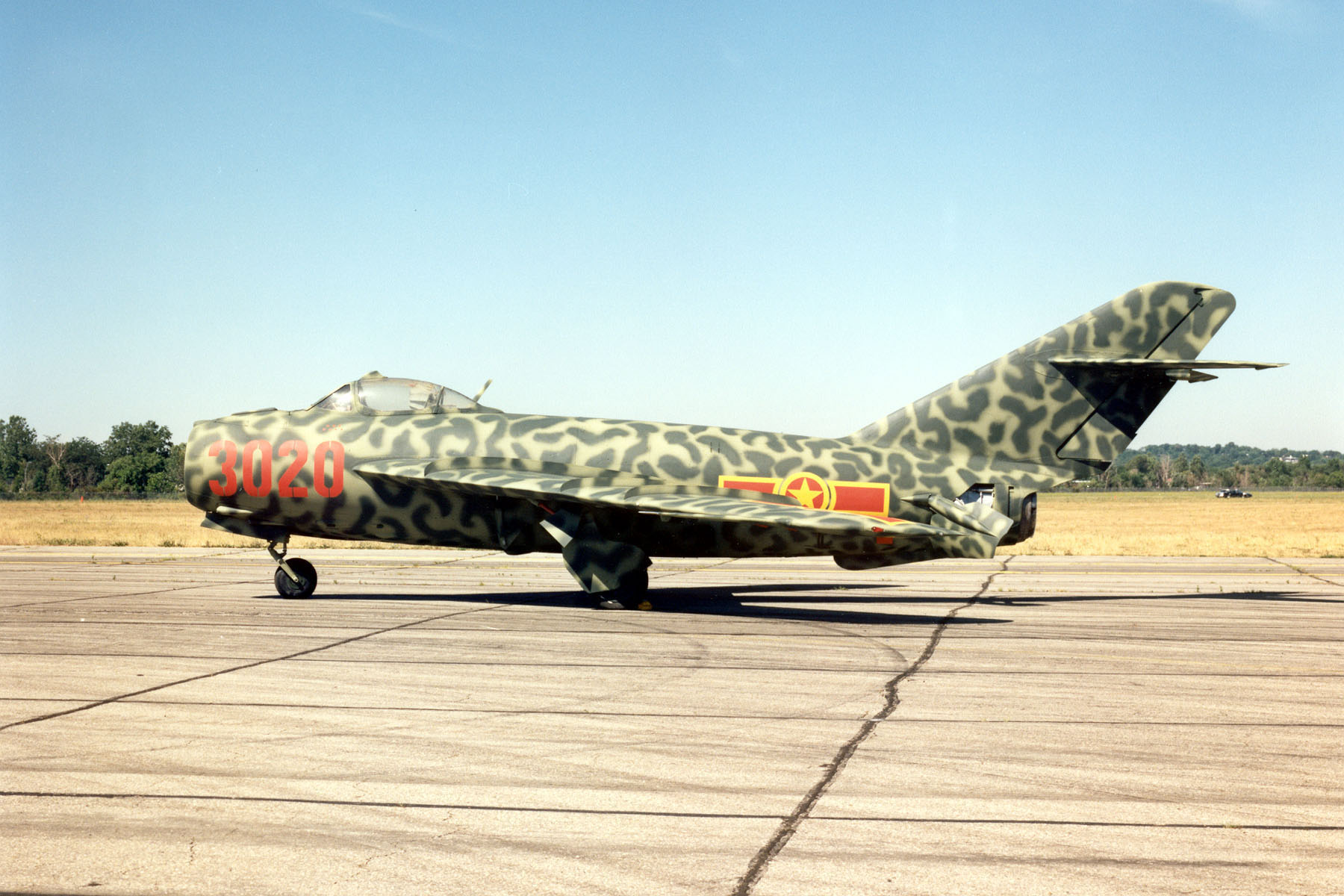
MiG-17 sơn cờ của Không quân Nhân dân Việt Nam

36 chiếc MiG-17F đầu tiên của Việt Nam được biên chế cho Trung đoàn tiêm kích 921 (Đoàn Sao đỏ) vào ngày 3/2/1964. Các phi công Việt Nam hoàn tất huấn luyện ở Trung Quốc, trở về nước vào ngày 6/8/1964 và tiếp tục huấn luyện tại sân bay Nội Bài.
Ngày 7/8/1964, một máy bay do thám U-2 phát hiện những chiếc MiG-17 của Việt Nam đang đậu trên sân bay. Tuy nhiên, không có sỹ quan Mỹ nào nghĩ rằng MiG-17 có thể đương đầu với các máy bay kiểu mới của Mỹ. Tướng J. Paul, chỉ huy tầu sân bay USS Constellation còn tuyên bố rằng: "Cuộc chiến đấu với phi công Việt Nam chỉ là trò chơi. Các máy bay trinh sát cho phép người Mỹ nắm rõ lực lượng không quân bé nhỏ này, một dúm máy bay cổ lỗ trú trong những bức tường bằng đất đắp không mái che."
Khi so sánh về thông số kỹ thuật, MiG-17 hoàn toàn không thể so sánh được với các tiêm kích đời mới như F-4 Phantom, F-8 Crusader, F-105 Thunderchief... Các loại máy bay này đều có vận tốc tối đa đạt tới trên Mach 2, trang bị radar tầm xa và tên lửa không đối không có thể bắn trúng mục tiêu ở xa hàng chục km, trong khi MiG-17 chỉ có vận tốc tối đa là Mach 0,93, cũng không có radar và tên lửa, vũ khí chỉ có pháo liên thanh với tầm bắn hiệu quả chỉ khoảng 1 km. Như vậy, nếu đối đầu trực diện thì MiG-17 sẽ dễ dàng bị radar địch phát hiện và bị bắn hạ từ xa mà không thể đáp trả. Tuy nhiên, các phi công Việt Nam đã nghiên cứu kỹ từng loại máy bay và chiến thuật của Mỹ để tìm ra chiến thuật hợp lý, khắc phục được sự yếu thế của MiG-17. Theo đó, máy bay Mỹ tuy bay nhanh, vũ khí hiện đại nhưng khả năng bay bẻ ngoặt khá thấp, mất tốc độ nhiều khi đổi hướng, một số thiếu pháo đánh cận chiến; còn MiG-17 tuy bay chậm, vũ khí lỗi thời nhưng có ưu điểm là nhỏ gọn, khả năng bay bẻ ngoặt rất tốt, bán kính quay vòng nhỏ nên rất có lợi thế khi đánh cận chiến. Do vậy các phi công Việt Nam đã đề ra chiến thuật: đầu tiên MiG-17 sẽ bay rất thấp, men theo địa hình với sự trợ giúp từ radar đánh chặn kiểm soát mặt đất - GCI (để tránh bị radar máy bay Mỹ phát hiện từ xa). Khi đã tới gần phi đội địch, những chiếc MiG-17 mới kéo cao đánh cận chiến, sử dụng hai chiến thuật: "bay vòng tròn cắt đường kính ở độ cao trung bình thấp" và "tiến công đối đầu ngoặt gấp", sử dụng lợi thế bẻ ngoặt nhanh để bắn hạ máy bay Mỹ. Chiến thuật này đã thể hiện hiệu quả cao, khắc chế được ưu thế đánh tầm xa của máy bay Mỹ và phát huy được lợi thế đánh tầm gần của MiG-17
Vào ngày 3 tháng 4 năm 1965, MiG-17 đã giành chiến thắng đầu tiên trên bầu trời Việt Nam. sáu chiếc MiG-17 cất cánh từ Căn cứ Không quân Nội Bài thành hai tốp 2 và 4 chiếc, mục tiêu là các máy bay của Hải quân Mỹ đang yểm trợ cho lực lượng 80 chiếc máy bay của Không quân Mỹ đang cố gắng tấn công cầu Hàm Rồng (Thanh Hóa). Chỉ huy MiG-17, Trung úy Phạm Ngọc Lan, tấn công tốp máy bay VF-211 của tàu sân bay USS Hancock, bắn hỏng nặng một chiếc F-8E Crusader của Trung úy Spence Thomas, khiến nó phải hạ cánh khẩn cấp xuống Căn cứ Không quân Đà Nẵng. Một chiếc F-8 thứ hai đã được phi công Phan Văn Túc tuyên bố bắn hạ, nhưng phía Hoa Kỳ không công nhận.
Vào ngày 4 tháng 4 năm 1965, 4 chiếc MiG-17 của Việt Nam đã tấn công tám máy bay chiến đấu F-105 Thunderchief của Mỹ trên bầu trời Thanh Hóa, bắn hạ hai chiếc F-105. Ngày 4/4/1965 về sau được lấy làm Ngày truyền thống Không quân Nhân dân Việt Nam.
Sau vụ việc, các phi công Mỹ đã cảm thấy chấn động khi những chiếc MiG-17 cũ, không có radar và tên lửa không đối không, vận tốc tối đa chỉ đạt Mach 0,93 nhưng lại bắn hạ được các máy bay tiêm kích-ném bom F-8 Crusader và F-105 Thunderchief hiện đại (tốc độ Mach 2, mang được tên lửa và radar đời mới). Tổng tham mưu trưởng Không quân Hoa Kỳ, tướng John P. McConnell đã "phát điên" khi biết tin hai chiếc F-105 đã bị bắn hạ bởi những chiếc MiG-17 cận âm từ thời chiến tranh Triều Tiên.
Tiêm kích F-4 của Mỹ ban đầu không được trang bị pháo mà chỉ có tên lửa không đối không, khiến nó gặp bất lợi khi đối đầu với chiến thuật quần vòng của MiG-17. Các tên lửa không đối không như AIM-7 Sparrow và AIM-9 Sidewinder của F-4 có góc dò tìm hạn chế và khả năng bay đổi hướng không cao, nên khó bắn trúng khi MiG-17 dùng chiến thuật cơ động bẻ ngoặt liên tục ở tầm gần. Theo phi công Nguyễn Văn Bảy (A), các phi công MiG-17 Việt Nam đã tìm ra phương pháp né tên lửa không đối không của Mỹ bằng cách quan sát bằng mắt rồi căn thời gian, khi tên lửa sắp lao đến thì bẻ ngoặt thật nhanh. Quả tên lửa sẽ không kịp đổi hướng theo chiếc MiG, nên sẽ bay vọt qua và trượt mục tiêu. Trong suốt quá trình chiến đấu, phi công Nguyễn Văn Bảy đã dùng phương pháp này để né được hàng chục tên lửa đối không của máy bay Mỹ
Để khắc phục khả năng không chiến với những máy bay tiêm kích nhỏ và nhanh nhẹn như những máy bay MiG, Mỹ đã thành lập huấn luyện không chiến khác biệt (DACT) trong chương trình huấn luyện của TOPGUN, người Mỹ đã phải sử dụng những máy bay A-4 Skyhawk cận âm và F-5 Freedom Fighter siêu âm nhưng bay ở tốc độ cận âm để đóng giả làm máy bay MiG-17. Hải quân Hoa Kỳ cũng thành lập những phi đội trang bị của đối phương (tức là sử dụng máy bay đóng giả làm máy bay đối phương) với những chiếc A-4 nhanh nhẹn để thực hành tấn công những máy bay trong chương trình DACT.
Carl O. Schuster, cựu sĩ quan hải quân Mỹ, nhận xét "Không quân Việt Nam đã đề ra những chiến thuật hiệu quả để tận dụng tối đa ưu điểm của MiG-17, hạn chế điểm yếu như tăng tốc chậm hoặc khó duy trì vòng lượn ở độ cao nhỏ. Việt Nam đã áp dụng chiến thuật 'đánh du kích trên trời' nhằm vào các biên đội cường kích Mỹ. Tính năng bay của MiG-17 hoàn toàn phù hợp với cách tiếp cận này... MiG-17 có tác động lớn với Mỹ cả về mặt công nghệ và tác chiến. Nó buộc các chỉ huy phải thay đổi chiến thuật, tới mức vượt xa kỳ vọng với một nhóm nhỏ tiêm kích cổ lỗ như vậy. Mọi tiêm kích Mỹ ra đời sau năm 1965 đều trang bị pháo để cận chiến. MiG-17 có thể coi là tiêm kích gây tác động lớn nhất với thiết kế chiến đấu cơ Mỹ sau cuộc chiến tại Việt Nam"
Đến năm 1965, Liên Xô chuyển cho Việt Nam phiên bản MiG-17PF mới hơn, có thể hoạt động trong mọi thời tiết nhờ radar RP-2 Izumrud, radar đo xa SRD-3 cho pháo và kính hồng ngoại SIV-52. Cấu hình vũ khí cũng thay đổi với ba pháo NR-23 23mm, thay cho một pháo N-37D 37mm và hai pháo NR-23 như phiên bản MiG-17F.
Không quân Nhân dân Việt Nam cũng khai thác tối đa sự phối hợp hoạt động đồng bộ của MiG-21 với MiG-17 trong không chiến. Những chiếc tiêm kích MiG-17 bay ở tầm thấp dưới 3.000m đã đẩy những chiếc F-4 và F-105 của Mỹ từ độ cao thấp lên độ cao trung bình khoảng 5.000 đến 6.000m, nơi những chiếc MiG-21 đang phục kích tấn công đối phương..
Trong các cuộc không chiến giữa MiG-17 và máy bay Mỹ, đã xảy ra một tình huống trớ trêu với uy danh Không lực Hoa Kỳ. Đó là việc "chuyên gia chống MiG", đại tá phi công Norman C. Gaddis, bị bắn hạ ngay trong lần đầu tiên thực chiến đối mặt với loại máy bay "cổ lỗ" MiG-17. Khi đó, Norman được phi công Mỹ tôn vinh là "chuyên gia chống MiG" với 20 năm kinh nghiệm với gần 4.200 giờ bay. Năm 1960, ông trở thành Hiệu trưởng trường Cao đẳng sĩ quan tham mưu không quân cao cấp. Tại các buổi huấn luyện phi công, Norman thường xuyên chỉ trích các phi công Mỹ tại Việt Nam là "không biết cách khai thác tính năng của các máy bay hiện đại như F-4, F-105 trước các máy bay MiG dưới cơ". Tháng 11/1966, Norman trực tiếp đến Việt Nam để nghiên cứu chiến thuật đối phó với MiG. Sau nhiều tháng nghiên cứu, Norman đã hoàn thiện một tập báo cáo về chiến thuật hạ MiG, chỉ cần thêm chuyến bay thực tế để hoàn tất. Ngày 12/5/1967, Norman cùng với hoa tiêu là Trung úy James M. Jefferson lái chiếc tiêm kích F-4C chỉ huy tốp phi cơ bay từ Lào theo hướng Ba Vì (Hà Nội). 4 chiếc MiG-17 do các phi công Cao Thanh Tịnh, Lê Hải, Hoàng Văn Kỷ, Ngô Đức Mai bay lên đánh chặn. Sau 1 hồi quần vòng, Ngô Đức Mai đã bắn hai loạt đạn ở cự ly 300 mét, bắn rơi chiếc F-4C mang số hiệu BN-63-7614 do Norman điều khiển. Norman kịp nhảy dù và bị bắt, còn hoa tiêu Jefferson tử trận. Không tin nổi mình lại bị bắn hạ ngay lần đầu xuất trận, Norman đòi gặp bằng được phi công lái chiếc MiG-17 đã bắn hạ chiếc F-4C của mình, ông ta càng kinh ngạc hơn khi biết Ngô Đức Mai là một phi công mới chỉ có 300 giờ bay (sau này, phi công Ngô Đức Mai đã hy sinh ngày 3/6/1967 trên vùng trời tỉnh Hà Bắc, ông đã bắn rơi 3 máy bay địch trong đó có chiếc F-4 của Đại tá Gaddis).
Từ năm 1965 tới 1972, MiG-17 thuộc các Trung đoàn 921 và 923 được tuyên bố đã bắn rơi 71 máy bay Mỹ: 11 chiếc F-8 Crusader, 16 chiếc F-105 Thunderchief, 32 chiếc F-4 Phantom II, 2 chiếc A-4 Skyhawk, 7 chiếc A-1 Skyraider, 1 chiếc C-47, 1 chiếc trực thăng Sikorsky CH-3C và 1 chiếc máy bay không người lái Ryan Firebee. Tổng cộng, những chiếc MiG-17 của Việt Nam được tuyên bố đã bắn rơi 143 máy bay và trực thăng các loại của đối phương. Đổi lại, phía Việt Nam bị tổn thất 75 chiếc MiG-17 (trong đó có một vài chiếc bị rơi do trục trặc kĩ thuật hoặc do pháo phòng không mặt đất bắn nhầm), 49 phi công MiG-17 đã hy sinh.
3 phi công MiG-17 của Việt Nam đã đạt cấp Ace (bắn hạ từ 5 máy bay địch trở lên) là Nguyễn Văn Bảy (A) (hạ 7 chiếc), Lưu Huy Chao và Lê Hải (mỗi người hạ 6 chiếc).
Thậm chí, phía Việt Nam còn dùng MiG-17 tập kích thành công vào các tàu chiến của Hải quân Mỹ. Ngày 19 tháng 4 năm 1972, hai chiếc MiG-17 mang bom 250kg, do Nguyễn Văn Bảy (B) và Lê Xuân Dị xuất phát từ sân bay dã chiến tại Gát (đường băng bàng đất) đã dùng bom tấn công khu trục hạm USS Higbee (DD-806) khiến nó bốc cháy hư hại nặng, phải kéo về Philippines để sửa chữa, còn tuần dương hạm USS Oklahoma City (CL-91) bị hư hại nhẹ. Đây cũng là lần đầu tiên - rất hy hữu trong lịch sử thế giới, khi chiếc MiG-17 vốn là tiêm kích đối không, lại được cải tiến mang bom và ném theo phương pháp "thia lia" để tập kích vào tàu hải quân.

## Các biến thể

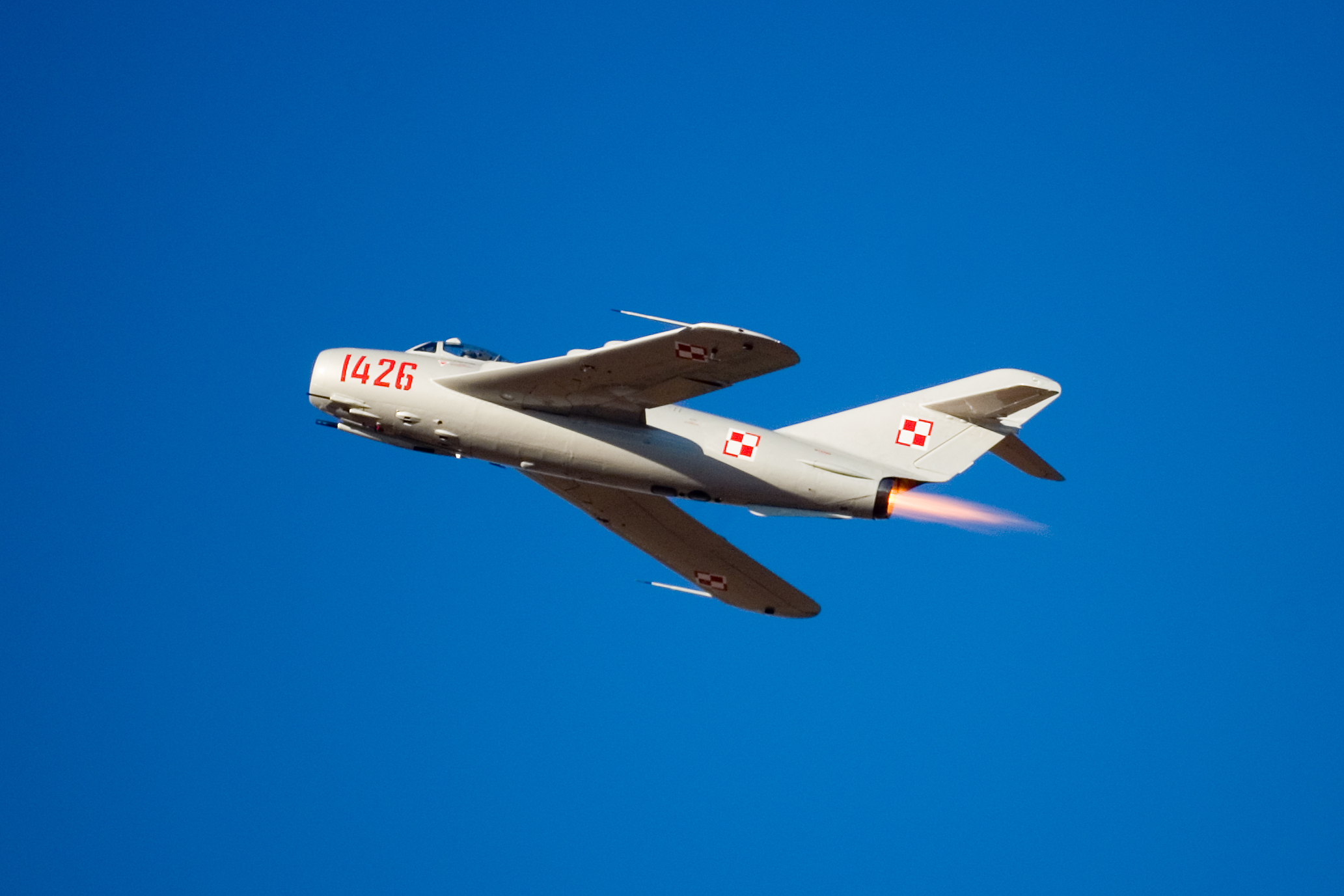
MiG-17 tại Triển lãm hàng không Oregon

MiG-17 sơn cờ Liên Xô

I-300
Nguyên mẫu.
Trong số những biến thể thực nghiệm, có một máy bay tấn công 'máy bay SN' năm 1953, với cửa hút gió phía trước được thay thế bằng hai cửa hút gió bên, và hai súng máy 23 mm lắp ở trên cái mũi mới, có thể lao xuống bắn mục tiêu mặt đất. Nó không được chế tạo.
Một số chiếc không sử dụng nữa được chuyển đổi thành những mục tiêu điều khiển từ xa.
MiG-17 (Fresco-A)
Phiên bản máy bay tiêm kích cơ bản trang bị động cơ VK-1 ("máy bay SI").
MiG-17A
Phiên bản máy bay tiêm kích trang bị động cơ VK-1A với tuổi thọ dài hơn.
MiG-17AS
Phiên bản cải tiến để mang tên lửa không điều khiển và tên lửa không đối không Vympel K-13 (NATO: AA-2 'Atoll').
MiG-17P (Fresco-B)
Phiên bản máy bay tiêm kích mọi thời tiết trang bị radar Izumrud ("máy bay SP").
MiG-17F (Fresco-C)
Phiên bản máy bay tiêm kích cơ bản trang bị động cơ VK-1F với khả năng đốt nhiên liệu phụ trội ("máy bay SF").
MiG-17PF (Fresco-D)
Phiên bản máy bay tiêm kích mọi thời tiết trang bị radar Izumrud và động cơ VK-1F ("máy bay SP-7F").
MiG-17PM/PFU (Fresco-E)
Phiên bản máy bay tiêm kích trang bị radar và tên lửa không đối không K-5 (NATO: AA-1 'Alkali') ("máy bay SP-9").
MiG-17R
Phiên bản trinh sát với động cơ VK-1F và camera ("máy bay SR-2s")
MiG-17SN
Phiên bản thử nghiệm với hai khe hút không khí, không có khe không khí ở giữa, trang bị pháo 23 mm ở phần mũi. Không được sản xuất.
Shenyang J-5
Phiên bản tiêm kích/đánh chặn phản lực một chỗ do Trung Quốc chế tạo từ nguyên mẫu MiG-17 của Liên Xô.

## Vũ khí
Các biến thể chiến đấu ban ngày (MiG-17, MiG-17F) được trang bị hai pháo NR-23 23 mm (80 viên mỗi súng) và một pháo N-37 37 mm (40 viên), ở giá lắp súng chung bên dưới cửa hút gió trung tâm. Giá lắp súng có thể được tháo ra dễ dàng khi bảo dưỡng. Các biến thể với radar (MiG-17P, PF) được trang bị ba pháo NR-23 23 mm (200 viên), vì trọng lượng radar. MiG-17R chỉ được trang bị hai pháo 23 mm.
Tất cả các biến thể có thể mang bom 100 kg trên hai mấu dưới cánh (một số chiếc có thể mang bom 250 kg), nhưng thường thì chúng mang theo thùng dầu phụ 400 lít.
Biến thể duy nhất có trang bị tên lửa không đối không là MiG-17PM (PFU), mang 4 tên lửa K-5 (NATO: AA-1 'Alkali'). Nó không có pháo. Ở nhiều nước, MiG-17 thỉnh thoảng được cải tiến để mang tên lửa không điều khiển hoặc bom ở các mấu treo lắp thêm.
MiG-17P được trang bị radar Izumrud-1 (RP-1), MiG-17PF với RP-1 hay sau này với radar Izumrud-5 (RP-5). MiG-17PM cũng được trang bị một radar, dùng để ngắm bắn tên lửa. Các biến thể khác không có radar.

## Nước sử dụng
- Afghanistan
- Albania
- Algérie
- Angola
- Bangladesh
- Burkina Faso
- Bungari
- Israel
- Campuchia
- Trung Quốc
- Cuba
- Tiệp Khắc
- Cộng hòa Dân chủ Đức
- Ai Cập
- Ethiopia
- Guinée
- Guiné-Bissau
- Indonesia
- Iraq
- Hungary
- Libya
- Madagascar
- Mali
- Mông Cổ
- Maroc
- Mozambique
- Nigeria

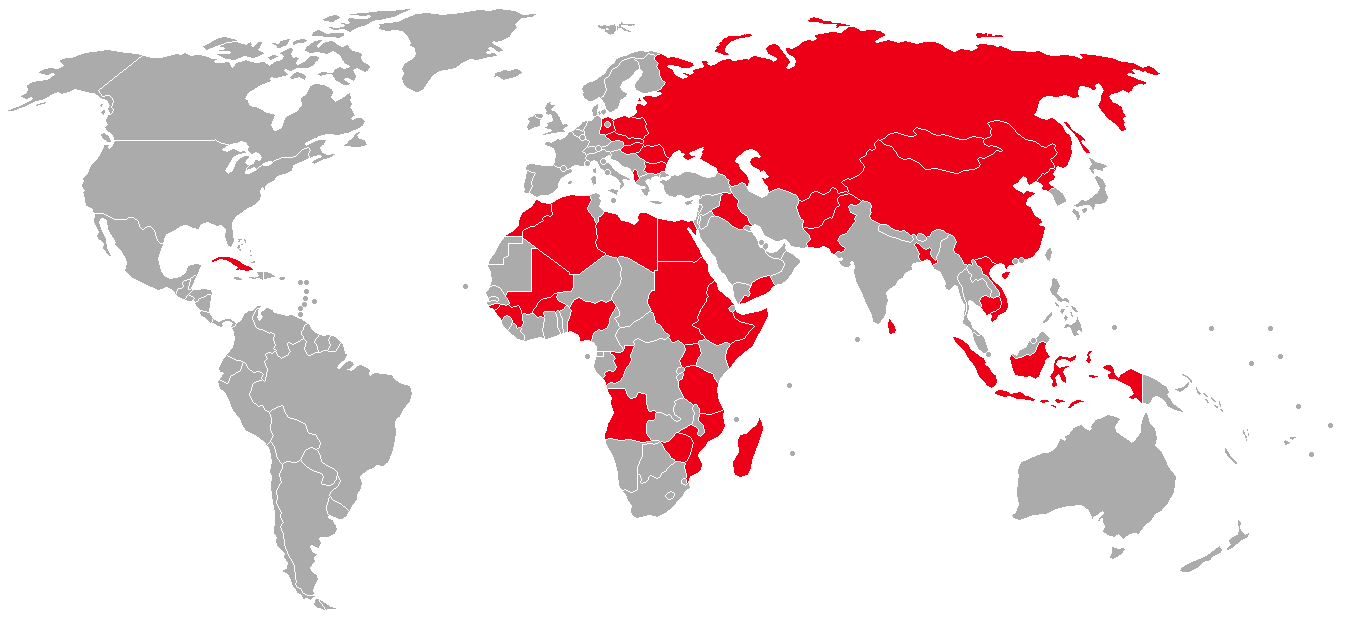
Bản đồ các nước sử dụng MiG-17

- Cộng hòa Dân chủ Nhân dân Triều Tiên
- Pakistan
- Ba Lan
- România
- Somalia
- Liên Xô
- Sri Lanka
- Sudan
- Syria
- Tanzania
- Uganda
- Việt Nam Dân chủ Cộng hòa
- Việt Nam
- Yemen
- Nam Tư
- Zimbabwe

## Đặc điểm kỹ thuật (MiG-17A)

### Thông số riêng
- Đội bay: 1.
- Chiều dài: 11.36 m (37 ft 3 in).
- Sải cánh: 9.63 m (31 ft 7 in).
- Chiều cao: 3.80 m (12 ft 6 in).
- Diện tích: 22.6 m² (243.2 ft²).
- Trọng lượng rỗng: 3.930 kg (8.646 lb).
- Trọng lượng cất cánh: 5.354 kg (11.803 lb).
- Trọng lượng cất cánh tối đa: 6.286 kg (13.858 lb).
- Động cơ (phản lực): Klimov VK-1F.
- Kiểu phản lực: đốt nhiên liệu lần hai phản lực turbine.
- Số lượng động cơ: 1.
- Lực đẩy: 33.1 kN (7.440 lbf) với bộ phận đốt nhiên liệu lần hai.

### Hiệu suất bay

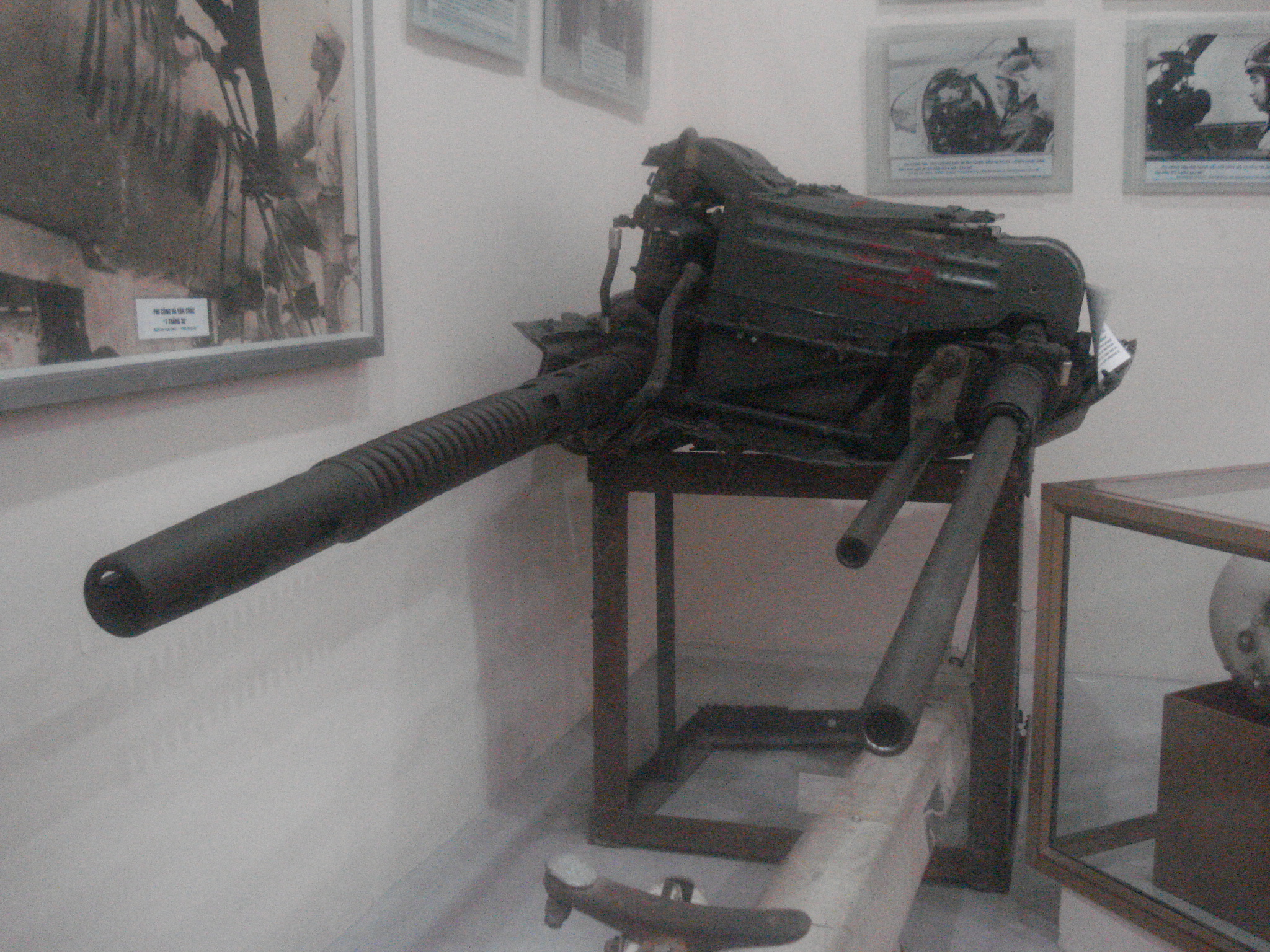
Bộ pháo của Mig-17

- Tốc độ tối đa: 1.144 km/h (711 mph) ở độ cao 3.000 m (10.000 ft).
- Tầm hoạt động: 1.080 km, 1.670 km (670 mi / 1.035 mi) với 2 thùng dầu phụ.
- Trần bay: 16.600 m (54.500 ft).
- Tốc độ lên cao: 65 m/s (12.795 ft/min).
- Lực nâng của cánh: 237 kg/m² (48 lb/ft²).
- Lực đẩy/trọng lượng: 0.63 (kN/kg).

### Vũ khí
- Pháo 1x 37-mm Nudelman N-37, 40 viên đạn.
- Pháo 2x 23-mm Nudelman-Rikhter NR-23, 80 viên/khẩu, tổng cộng 3 khẩu có 200 viên đạn
- Lên tới 500 kg (1.100 lb) treo ngoài 2 mấu, gồm 100 kg (220 lb) và 250 kg (550 lb) bom hay 2 thùng dầu phụ.

## Chủ đề liên quan

### Máy bay có cùng sự phát triển
- MiG-15
- Shenyang J-5
- Lim-6

### Máy bay có tính năng tương tự
- F-86D Sabre
- Dassault Mystère
- Dassault Mystère IV
- Hawker Hunter

### Trình tự thiết kế
MiG-9 (I-210)/MiG-9 (I-301) -
MiG-13 (I-250) -
MiG-15 -
MiG-17 -
MiG-19 -
MiG-21 -
MiG-23